# Operațiunea Mincemeat

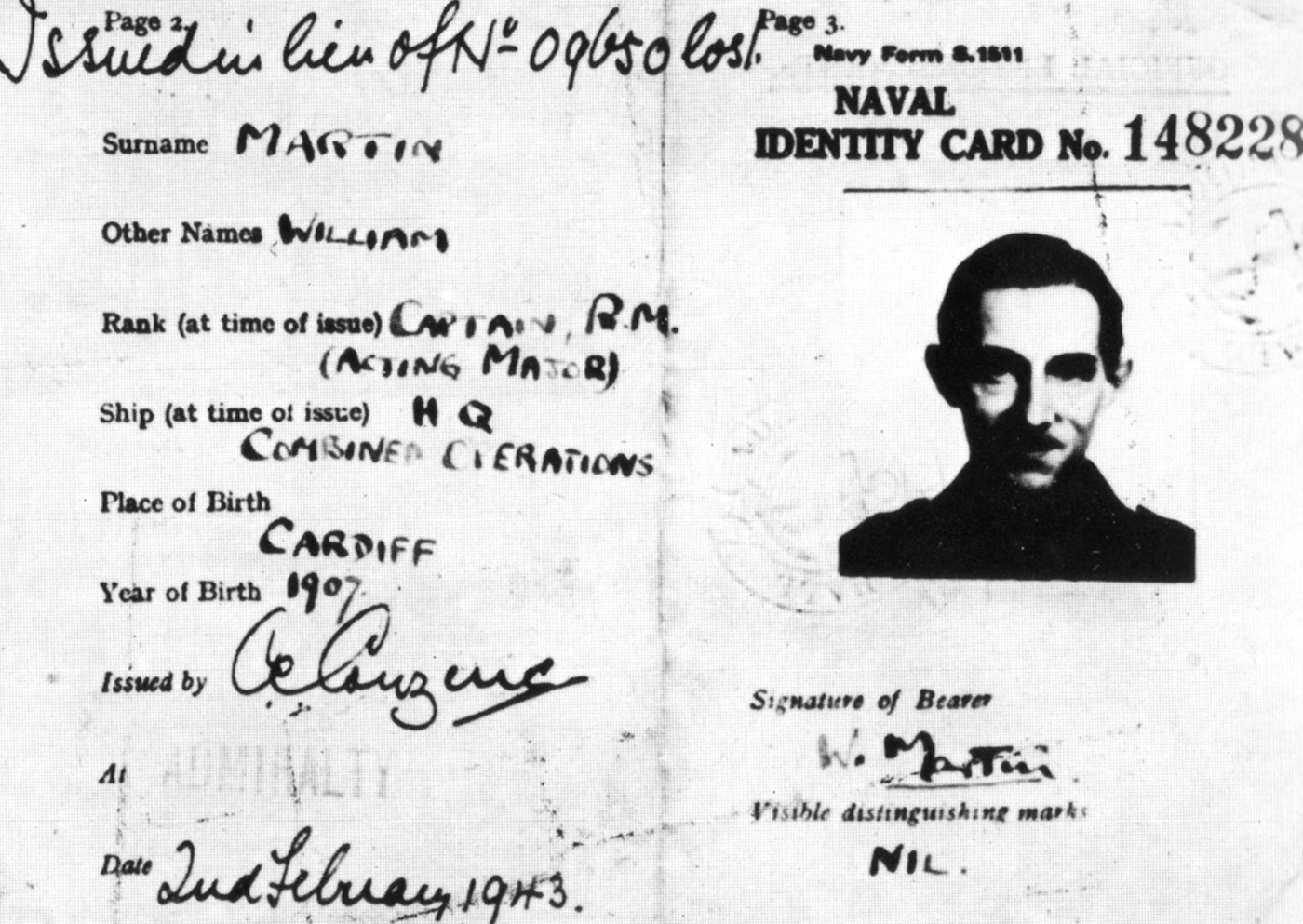
Legitimația falsă a „maiorului Martin”

Operațiunea Mincemeat (Carne tocată) a fost o operațiune britanică de dezinformare de succes în timpul celui de-al Doilea Război Mondial. Operațiunea a convins înaltul comandament german că forțele aliate plănuiau să invadeze Grecia și Sardinia la mijlocul anului 1943, deși Sicilia era adevărata țintă. Ca urmare a unui „accident aviatic” fals, documente „top secret” cu detalii despre invazia aliată a Europei au fost găsite lângă un cadavru adus de valuri pe coasta Spaniei, îmbrăcat în uniforma unui ofițer britanic. Autorul operațiunii a fost locotenent-comandorul Marinei Regale Britanice Ewen Montagu.
Detaliile operațiunii au fost prezentate în cartea din 1953 The Man Who Wasn't There (în 1956, un film cu același nume a fost lansat pe baza cărții).
În ciuda statutului neutru al Spaniei, aceasta a fost controlată de agenții germani. Germanilor le-a luat două săptămâni să ajungă la conținutul valizei și, la scurt timp după aceea, fotografiile documentelor false se aflau pe biroul lui Hitler. Falsificarea a lăsat o impresie atât de puternică asupra lui Hitler, încât a respins opinia lui Mussolini, care a susținut că debarcarea aliaților va avea loc în Sicilia și a început să pregătească apărarea Greciei, Sardiniei și Corsica.
Erwin Rommel a fost trimis în Grecia pentru a organiza apărarea, o divizie de tancuri (1 Panzere) a fost trimisă în Grecia din Franța și încă două divizii de tancuri au primit ordin să se pregătească pentru plecarea din Uniunea Sovietică, de pe Frontul de Est, în ajunul luptelor decisive cu tancuri de la Kursk. La 9 iulie au început debarcările Aliaților în Sicilia. Cu toate acestea, comandamentul german a crezut încă două săptămâni după aceea că lovitura principală va fi dată în Grecia și a întârziat transferul de trupe în Sicilia, ratând momentul decisiv pentru a organiza o respingere.

## Identitatea exactă

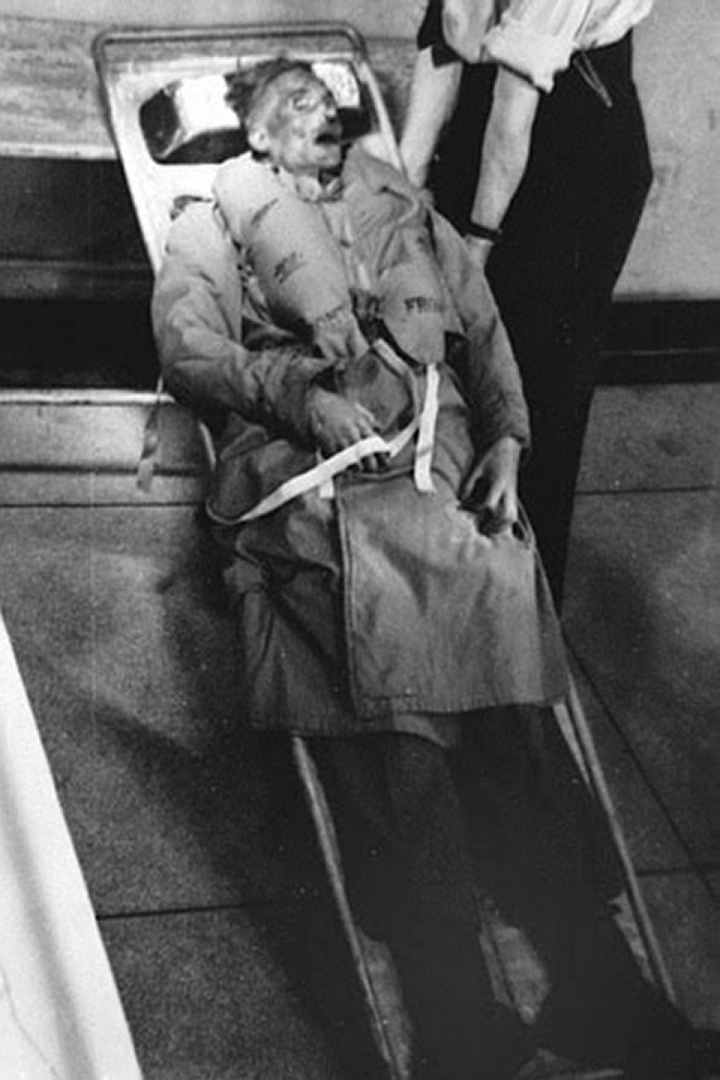
Cadavrul lui Glyndwr Michael a fost pregătit pentru Operațiunea Mincemeat

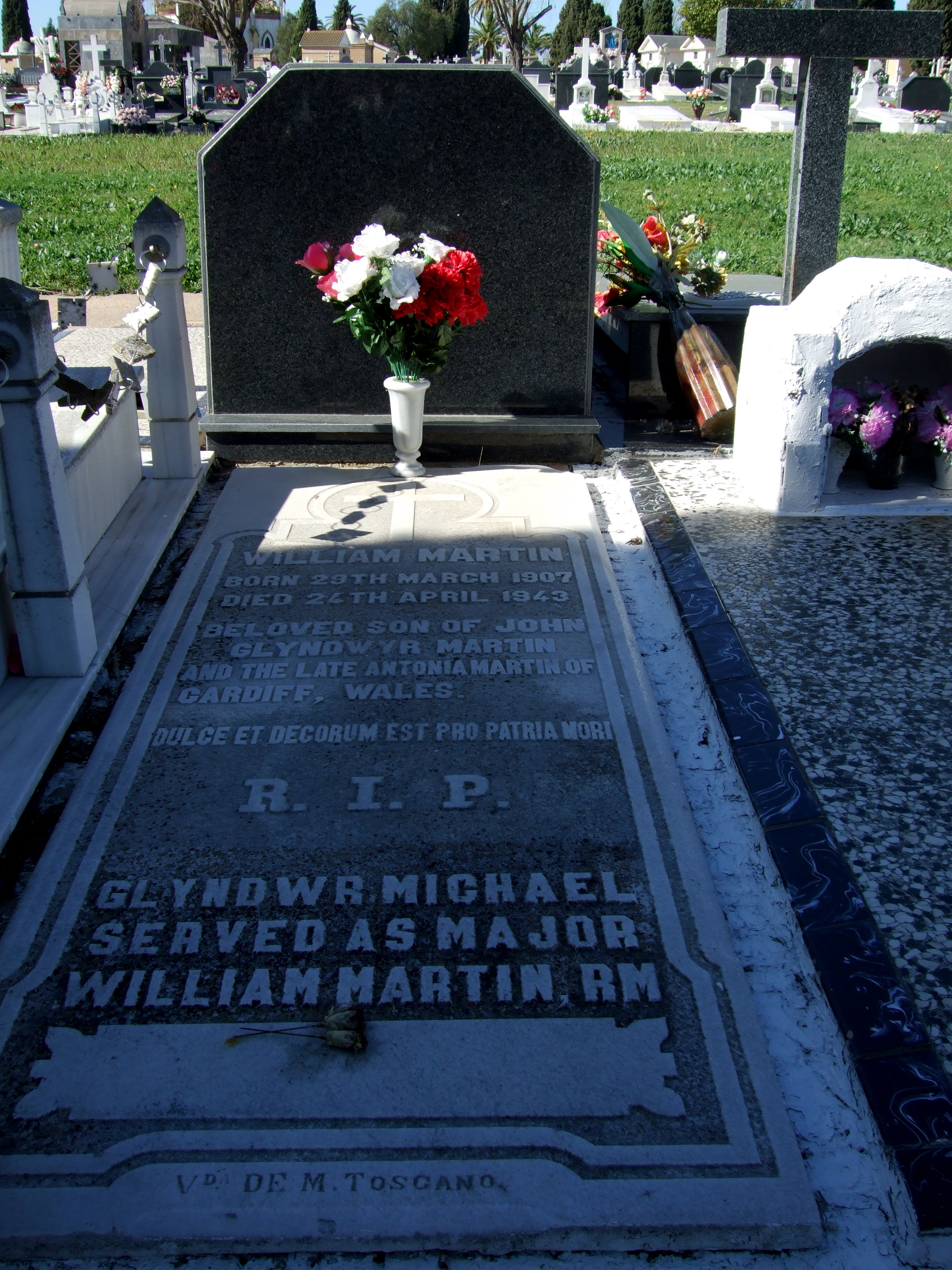
Mormântul lui William Martin (Glyndwra Michael) în Cimitirul din Huelva

Operațiunea Mincemeat a implicat achiziționarea și îmbrăcarea unui cadavru uman ca „maior William Martin, R.M.” și aruncarea lui în mare, lângă Huelva, Spania. Pe cadavru a fost atașată o servietă care conținea scrisori false care afirmă în mod fals că atacul aliaților va fi împotriva Sardiniei și Greciei și nu împotriva Siciliei, punctul real al invaziei. Când cadavrul a fost găsit, Serviciul de Informații spaniol a transmis copii ale documentelor Serviciului de Informații german, care le-a transmis Înaltului Comandament. Înșelătoria a fost atât de reușită, încât germanii încă mai credeau că Sardinia și Grecia erau obiectivele urmărite la câteva săptămâni după începerea debarcărilor în Sicilia.
Identitatea exactă a „omului care n-a existat niciodată” a fost centrul controverselor de la sfârșitul războiului. Pe de o parte, anumite relatări susțin că adevărata identitate a „Maiorului William Martin” era un alcoolic, fără adăpost deratizator, din Aberbargoed, Țara Galilor, Glyndwr Michael, care a murit de la o doză mică de otravă pentru șobolani. Cu toate acestea, în 2002, autorii John și Noreen Steele au publicat relatarea non-fictivă a The Secrets of HMS Dasher, despre un transportator de escortă care a explodat și s-a scufundat în Firth of Clyde în perioada în care a început Operațiunea Mincemeat. Soții Steele au susținut că trupul „maiorului Martin” era de fapt cel al marinarului John Melville, una dintre victimele de pe HMS Dasher. Mai mult, s-a raportat că acuratețea acestei afirmații a fost verificată de Royal Navy la sfârșitul lunii octombrie 2004 și a avut loc o slujbă comemorativă pentru Melville, în care a fost celebrat ca unul a cărui „memorie trăiește în filmul Omul care nu a fost niciodată... ne-am adunat astăzi aici pentru a ne aminti de John Melville ca un om care a fost cu siguranță.” Există unele dovezi circumstanțiale care susțin, de asemenea, identitatea cadavrului folosit ca fiind al lui Melville.  De fapt, profesorul Denis Smyth, cercetător la Universitatea din Toronto, a contraargumentat că Glyndwr Michael a fost într-adevăr adevăratul „Maior Martin”. Pentru a-și susține afirmațiile, Smyth a publicat conținutul unei note secrete și a unui raport oficial, ambele scrise de însuși Ewen Montagu, care confirmă povestea lui Glyndwr Michael.
Indiferent de identitatea maiorului Martin, scenariul lui Nigel Balchin a rămas la fel de aproape de adevăr pe cât a fost convenabil, totuși cu o anumită dramatizare. De exemplu, episodul spionului irlandez, O'Reilly, este o născocire completă. Serviciul de Securitate britanic controla rețeaua de spionaj germană din Marea Britanie cu sistemul său Double-Cross, deși acest fapt era încă secret în momentul filmărilor. Ewen Montagu s-a declarat mulțumit de incidentele fictive care, deși nu s-au întâmplat, s-ar fi putut întâmpla.